# Steel Talons
Steel Talons est un simulateur de vol de combat développé par Atari Games, sorti en 1991 sur borne d'arcade. Il a été adapté sur Lynx (1991), sur Mega Drive (1992), Super Nintendo (1992) et Falcon 030 (1995).

## À noter
La version Mega Drive est sortie au Japon ; elle est intitulée Steel Talons (スティールタロンズ).